# Song Qingling
Song Qingling Rosamund (in cinese 宋庆龄S, Sòng QìnglíngP; Shanghai, 27 gennaio 1893 – Pechino, 29 maggio 1981) è stata una politica cinese.

## Biografia
Nel 1915 divenne la terza moglie di Sun Yat-sen, capo della Rivoluzione cinese del 1911, che stabilì la Repubblica di Cina. All'epoca del matrimonio, Sun, amico del padre di Song Qingling, aveva 49 anni, mentre lei 22. Sun morì dieci anni dopo.
Insieme alle sorelle Song Ailing e Song Meiling, ebbe un ruolo chiave nella storia politica della Cina prima del 1949. Dopo la costituzione della Repubblica Popolare Cinese, nel 1949, ricoprì diversi incarichi di primo piano. Dall'ottobre 1949 al settembre 1954 fu vicepresidente del Governo popolare cinese, insieme a Zhu De, Liu Shaoqi, Li Jishen, Zhang Lan e Gao Gang. Nel 1950 le venne conferito il Premio Lenin per la pace.
Dal settembre 1954 all'aprile 1959 fu vicepresidente dell'Assemblea nazionale del popolo. Dall'aprile 1959 al gennaio 1975 fu, insieme a Dong Biwu, vicepresidente della Cina. Dall'ottobre 1968 al febbraio 1972 fu presidente della Repubblica popolare cinese, guidata da Mao Zedong, insieme a Dong Biwu. Nel gennaio 1975 fu di nuovo nominata vicepresidente dell'Assemblea nazionale del popolo e svolse questo incarico fino al maggio 1981. Dal 1976 tuttavia apparve in pubblico sempre meno a causa di problemi di salute. 
Morì il 29 maggio 1981; pochi giorni prima era diventata Presidente onorario della Repubblica popolare cinese.